# Tappenkarsee
Der Tappenkarsee ist ein größerer Gebirgssee in Salzburg in den Radstädter Tauern auf ca. 1762 m Seehöhe. Der See wurde erstmals von Eberhard Fugger (1908) vermessen. Er wird durch den Kleinarlbach mit Frischwasser versorgt und hat eine hervorragende Wasserqualität.

## Wanderungen
Der Tappenkarsee ist ein beliebtes Gebiet für Wanderungen, Berg- und Skitouren. Am einfachsten erreichbar ist der Tappenkarsee über Kleinarl und den Jägersee. Wanderer gelangen mit dem Bus oder Auto bis zum Parkplatz Schwabalm. Bei einer etwa dreieinhalbstündigen Wanderung werden ca. 700 Höhenmeter überwunden, bis der Tappenkarsee erreicht ist und sich das herrliche See- und Bergpanorama eröffnet. Im Sommer gibt es am Tappenkarsee zwei bewirtschaftete Hütten, die Tappenkarseealm direkt am Seeufer und eine ca. halbstündige Wanderung weiter die Tappenkarseehütte, die 50 Höhenmeter oberhalb des Sees liegt und auf der auch übernachtet werden kann. Die Zweiseenwanderung vom Jägersee zum Tappenkarsee ist vor allem bei Familien mit Kindern beliebt. Vom Tappenkarsee aus eröffnen sich weitere Tourenmöglichkeiten für Bergsteiger.
Wegen seiner hervorragenden Wasserqualität und der damit verbundenen Eignung als Fischgewässer ließen sich bereits die Salzburger Fürsterzbischöfe die Fische vom Tappenkarsee und vom Jägersee bringen, um ihre Gäste damit zu bewirten.

## Die Sage vom Lindwurm im Tappenkarsee

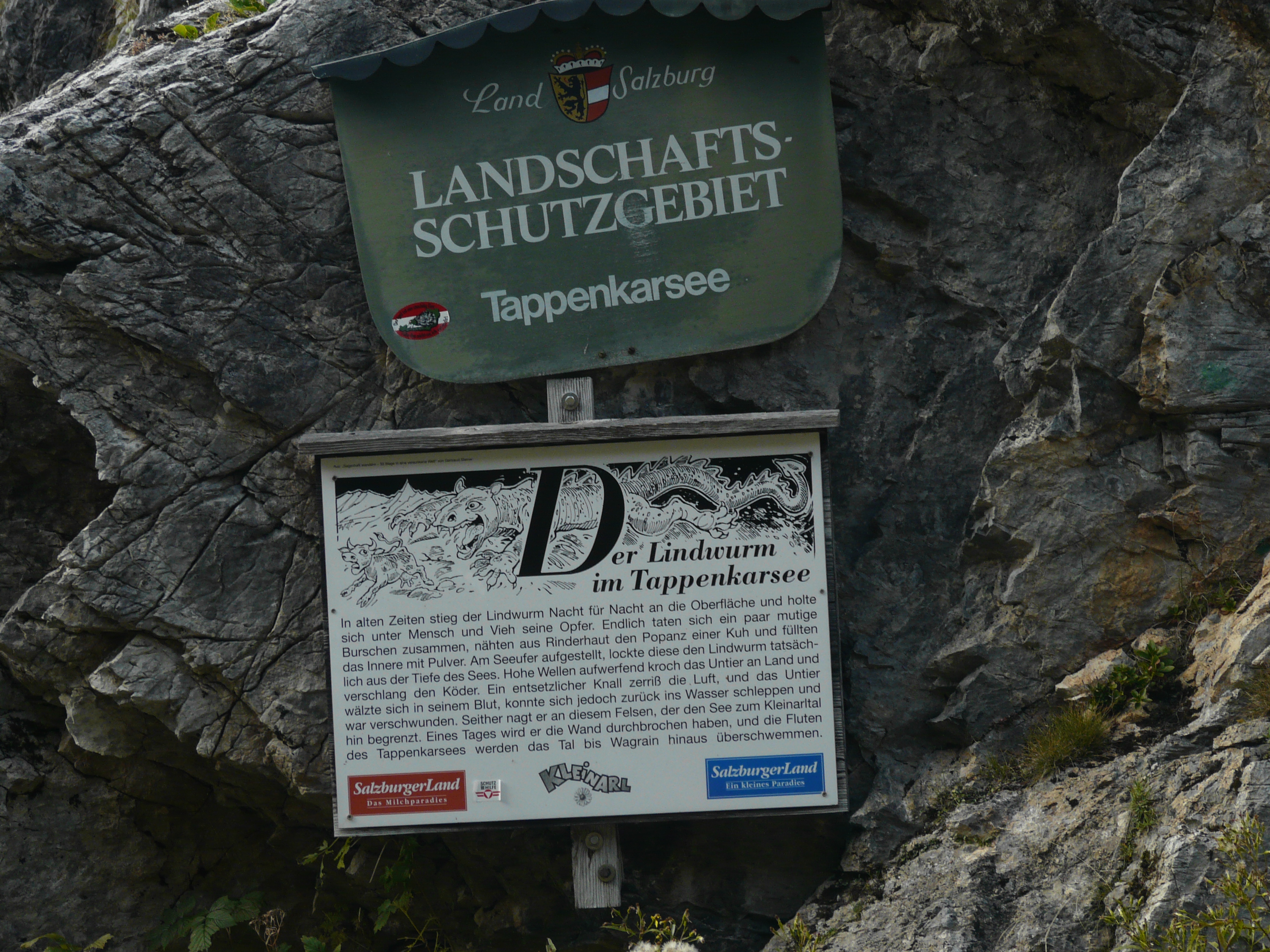
Am Südufer des Sees gelegene Infotafel zur Sage vom Lindwurm

Auf dem Tappenkar, einem Berg im Kleinarltal, liegt eine sumpfige Berglehne, „das Wurmfeld“ genannt. Hier hauste einst ein großer Lindwurm, der unter den Viehherden viel Unheil anrichtete. Die Kleinarler Wild- und Fischlieferanten des Salzburger Erzbischofs stopften eine Kuhhaut mit Moos aus, so dass sie einem Rinde ähnlich sah, und steckten an Stelle des Magens ein Päckchen Zündpulver hinein. Diesen brisanten vierbeinigen „Fisch“ warfen sie dann in den See. Kaum hatte der Lindwurm die vermeintliche Kuh erblickt, stürzte er sich auch schon auf sie und verschlang sie, als wäre es nur ein kleiner Gabelbissen. Alsbald machte sich die Wirkung des Zündpulvers geltend. Eine Explosion erfolgte und tötete das Ungeheuer, wodurch die Bevölkerung von einer großen Sorge befreit wurde.
In einer anderen Version der Sage soll der Lindwurm allerdings nicht gänzlich vernichtet sein. Es heißt, er habe sich nur in die Tiefe zurückgezogen, und so sei mit dem Entwischen des Lindwurms nur noch mehr Unheil verbunden, und die Folgen würden sich schließlich gegen die Talbewohner selbst kehren. Dort in der Tiefe am Tappenkar nage der Wurm nämlich nur „unablässig an den Felsen, die den See vom Tal trennen“. Und eines Tages werde von dieser bösen Nagerei „die dünne Wand niederbrechen“ und das Wasser des Tappenkarsees „weithin das Kleinarltal überschwemmen“.
In einer kindergerechten und weniger blutrünstigen Version wird vom Lindwurmbaby im Tappenkarsee berichtet, das sehr scheu ist und sich nur selten und ganz kurz an der Wasseroberfläche zeigt. Dem Vernehmen nach soll das Lindwurmbaby dunkel (dunkelbraun bis schwarz) gefärbt sein und einen blauen gezackten Kamm am Rücken tragen.